# Fleri
Fleri è una frazione del comune di Zafferana Etnea, nella Città metropolitana di Catania.

## Geografia fisica

### Territorio
Situata a qualche chilometro a sud dal centro di Zafferana Etnea, forma un agglomerato urbano a sé stante insieme alla contrada di Poggiofelice (già Malopasso). La frazione è adagiata ai piedi del Monte Ilice ed è posta all'estremità sud-ovest del territorio comunale, confinando con i comuni di Viagrande e Trecastagni a ovest, di Aci Sant'Antonio a sud, e di Acireale (nella frazione di Pennisi) ad est.

## Storia
Fleri entrò a far parte del comune di Zafferana Etnea nel 1831 attraverso una rettifica dei confini comunali, ma solo nel 1851 un sovrano rescritto ratificò il passaggio della frazione da Aci Sant'Antonio a Zafferana Etnea.
All'alba del 26 dicembre 2018 (esattamente alle 3.19 di mattina) Fleri rimane colpita da un terremoto di magnitudo 4.8 (con ipocentro a distanza di solo 1.2 km dal suolo). L'evento sismico, dovuto all'attività vulcanica dell'Etna, è stato avvertito nel circondario etneo: non ha provocato morti né feriti gravi, ma gravi danni a strutture edilizie e di interesse artistico-storico.

## Monumenti e luoghi d'interesse

### Architetture religiose

#### Chiesa di Maria Santissima del Rosario

##### La chiesa antica
La chiesa originaria, ridotta a un rudere dal terremoto del 1984, esiste fin dal 1667 quando, nel fondaco detto delle Verginelle, venne eretta sotto il titolo di Sant'Agata per consentire ai contadini del luogo di partecipare alle funzioni religiose festive. 
La baronessa Caterina Guttadauro Francica Nava, che nei pressi della chiesetta possedeva delle proprietà, resasi conto della necessità di ampliare l'edificio sacro a causa del crescere della popolazione, si impegnò perché ne venisse costruita una più grande.
Il progetto, molto probabilmente opera dell'architetto Carmelo Sciuto Patti, venne ultimato nel 1872. La nuova chiesa, dedicata alla Madonna del Rosario e a Sant'Agata, divenne sacramentale per volere del Cardinale Giuseppe Benedetto Dusmet; fu benedetta il 3 settembre 1872 dal Vescovo di Caltanissetta, Monsignor Giovanni Guttadauro ed elevata a parrocchia il 25 maggio 1928.
Durante la Seconda guerra mondiale custodì, dietro l'altare maggiore, le preziose reliquie di sant'Agata provenienti dalla Cattedrale di Catania.

##### La chiesa nuova
Dopo che il terremoto del 25 ottobre 1984 rese inagibile la chiesa, i fleresi poterono rientrare nella loro chiesa a distanza di sei anni esatti; il 25 ottobre 1990, infatti, l'edificio fu consacrato dal Cardinale Salvatore Pappalardo, allora arcivescovo di Palermo.
La nuova chiesa, progettata dall'architetto Ugo Cantone, è posta a sud della chiesa originaria; il prospetto, assolutamente distante dai canoni classici, si distingue in modo netto dall'antica chiesa, permettendo così a quest'ultima di mantenere comunque il ruolo di “nobile facciata”.
L'interno della nuova chiesa si compone di tre livelli: dal basso in alto, la cripta, l'aula e il matroneo. Interessanti sono le opere artistiche che vi si conservano: il simulacro ligneo della Madonna del Rosario (1872), la pala d'altare della Madonna del Rosario, opera del 1874 di Francesco Vaccaro, l'urna lignea ottocentesca del Cristo Morto, il Crocifisso ligneo del XIX secolo.

## Cultura

### Letteratura
La novella Storia di una capinera di Giovanni Verga è ambientata in una villa padronale sita sul monte Ilice, nelle prossimità di Fleri.

## Geografia antropica

### Urbanistica
La struttura urbana è costituita da un'arteria principale, via Vittorio Emanuele III (Strada Provinciale 148), che si estende dalla Chiesa della Madonna del Rosario al confine con Monterosso Etneo, frazione di Aci Sant'Antonio. Da questa strada si dipartono varie traverse che si intersecano con vie parallele e che conducono ai quartieri più antichi del borgo (Fortino, San Giovannello). Di fronte al complesso della chiesa parrocchiale si apre invece la Strada Provinciale 41 (antica Strada Regia) che, passando per Pisano Etneo, giunge al centro di Santa Venerina.